# Liga Profesional Saudí 2025-26
La temporada 2025-26 (llamada oficialmente «Roshn Saudi League» por motivos de patrocinio) será la 51.ª edición de la Liga Profesional Saudí, la máxima categoría del fútbol en Arabia Saudita. La liga iniciará en agosto de 2025 y finalizará en mayo de 2026.
La liga contará con 18 equipos: quince de la edición anterior y tres ascendidos de la Primera División Saudí 2024-25. El Al-Ittihad es el defensor del título.

## Sistema de competición
La competición consta de un grupo único integrado por dieciocho clubes de toda la geografía saudí. Siguiendo un sistema de liga, los dieciocho equipos se enfrentan todos contra todos en dos ocasiones, una en campo propio y otra en campo contrario, sumando un total de 34 jornadas. El orden de los encuentros se decide por sorteo antes de empezar la competición y la clasificación final se establece teniendo en cuenta los puntos obtenidos en cada enfrentamiento, a razón de tres por partido ganado, uno por empate y ninguno en caso de derrota.
Clasificación para competiciones asiáticas
Los tres mejores equipos se clasificarán para la Liga de Campeones Élite de la AFC 2026-27. El campeón de la Copa del Rey de Campeones 2025-26 clasificará a la Liga de Campeones 2 de la AFC 2026-27 y los últimos tres descenderán a la MS League 2026-27..
- Nota: Si un equipo obtiene una plaza para la Liga de Campeones 2 de la AFC por ganar la Copa del Rey de Campeones, pero finaliza la temporada entre los tres primeros clasificados de la Liga Saudí, la plaza obtenida en Copa pasa al cuarto clasificado, siendo este el que acceda a la plaza de la Liga de Campeones 2 de la AFC.

En junio de 2023, el Fondo de Inversión Pública adquirió una participación del 75% en Al-Ahli, Al-Hilal, Al-Ittihad y Al-Nassr.

## Ascensos y descensos
| Pos. | Descendidos de Primera División |
| ---- | ------------------------------- |
| 16.º | Al-Wehda                        |
| 17.º | Al-Orobah                       |
| 18.º | Al-Raed                         |

| Pos. | Ascendidos de Segunda División |
| ---- | ------------------------------ |
| 1.º  | Neom                           |
| 2.º  | Al-Najma                       |
| 3.º  | Al-Hazem                       |

## Equipos
Los clubes Al-Wehda, Al-Orobah y Al-Raed fueron relegados a la Primera División Saudí al ubicarse en las posiciones 16, 17 y 18 de la temporada anterior. Ascendieron el Neom, Al-Najma y Al-Hazem, este último mediante los play-offs de ascenso.

### Ciudades y estadios
| Equipo       | Ciudad         | Estadio                                     | Capacidad |
| ------------ | -------------- | ------------------------------------------- | --------- |
| Al-Qadisiyah | Al Kobhar      | Prince Saud bin Jalawi Sports City          | 15 000    |
| Al-Ahli      | Yeda           | King Abdullah Sports City                   | 62 242    |
| Al-Ettifaq   | Dammam         | Príncipe Mohamed bin Fahd                   | 35 000    |
| Al-Kholood   | Ar Rass        | Al-Hazem Club                               | 8000      |
| Al-Khaleej   | Saihat         | Al-Khaleej Club                             | 10 000    |
| Al-Fateh     | Al-Hasa        | Príncipe Abdullah bin Jalawi                | 26 000    |
| Al-Fayha     | Al Majma'ah    | Al Majma'ah Sports City                     | 7000      |
| Al-Okhdood   | Naŷrán         | Príncipe Hathloul bin Abdul Aziz Sport City | 12 000    |
| Al-Riyadh    | Riad           | Príncipe Turki bin Abdul Aziz               | 15 000    |
| Al-Hazem     | Ar Rass        | Al-Hazem Club                               | 8000      |
| Al-Hilal     | Riad           | Kingdom Arena                               | 30 500    |
| Al-Ittihad   | Yeda           | King Abdullah Sports City                   | 62 242    |
| Al-Nassr     | Riad           | Mrsool Park                                 | 25 000    |
| Al-Najma     | Unaizah        | Department of Education                     | 10 000    |
| Al-Shabab    | Riad           | Príncipe Faisal bin Fahd                    | 22 500    |
| Al-Taawoun   | Buraidá        | King Abdullah Sport City                    | 25 000    |
| Neom         | Tabuk          | King Khalid Sport City                      | 12 000    |
| Damac        | Khamis Mushait | Prince Sultan bin Abdul Aziz                | 20 000    |

*Nota: Los estadios mostrados en la tabla anterior han sido los utilizados por los equipos en la temporada hasta el momento.

## Desarrollo

### Clasificación
| Pos. | Equipo       | Pts. | PJ | G | E | P | GF | GC | Dif. | Clasificación 2026-27                      |
| ---- | ------------ | ---- | -- | - | - | - | -- | -- | ---- | ------------------------------------------ |
| 1    | Al-Ittihad   | 0    | 0  | 0 | 0 | 0 | 0  | 0  | 0    | Fase de liga de la Liga de Campeones Élite |
| 2    | Al-Ahli      | 0    | 0  | 0 | 0 | 0 | 0  | 0  | 0    | Fase de liga de la Liga de Campeones Élite |
| 3    | Al-Nassr     | 0    | 0  | 0 | 0 | 0 | 0  | 0  | 0    | Fase de liga de la Liga de Campeones Élite |
| 4    | Al-Hilal     | 0    | 0  | 0 | 0 | 0 | 0  | 0  | 0    |                                            |
| 5    | Al-Shabab    | 0    | 0  | 0 | 0 | 0 | 0  | 0  | 0    |                                            |
| 6    | Al-Taawoun   | 0    | 0  | 0 | 0 | 0 | 0  | 0  | 0    |                                            |
| 7    | Al-Fateh     | 0    | 0  | 0 | 0 | 0 | 0  | 0  | 0    |                                            |
| 8    | Al-Ettifaq   | 0    | 0  | 0 | 0 | 0 | 0  | 0  | 0    |                                            |
| 9    | Al-Hazem     | 0    | 0  | 0 | 0 | 0 | 0  | 0  | 0    |                                            |
| 10   | Damac        | 0    | 0  | 0 | 0 | 0 | 0  | 0  | 0    |                                            |
| 11   | Al-Fayha     | 0    | 0  | 0 | 0 | 0 | 0  | 0  | 0    |                                            |
| 12   | Al-Khaleej   | 0    | 0  | 0 | 0 | 0 | 0  | 0  | 0    |                                            |
| 13   | Neom         | 0    | 0  | 0 | 0 | 0 | 0  | 0  | 0    |                                            |
| 14   | Al-Okhdood   | 0    | 0  | 0 | 0 | 0 | 0  | 0  | 0    |                                            |
| 15   | Al-Riyadh    | 0    | 0  | 0 | 0 | 0 | 0  | 0  | 0    |                                            |
| 16   | Al-Kholood   | 0    | 0  | 0 | 0 | 0 | 0  | 0  | 0    | Descenso a la Liga Yello                   |
| 17   | Al-Qadisiyah | 0    | 0  | 0 | 0 | 0 | 0  | 0  | 0    | Descenso a la Liga Yello                   |
| 18   | Al-Najma     | 0    | 0  | 0 | 0 | 0 | 0  | 0  | 0    | Descenso a la Liga Yello                   |

 Fuente: SPL
Criterios de clasificación: 1) Puntos; 2) Puntos en partidos directos; 3) Gol diferencia en partidos directos; 4) Gol diferencia; 5) Goles anotados; 6) Puntos Fair-play (Nota: Desempate con enfrentamientos directos es usado solo después de haber jugado todos los partidos entre los equipos en cuestión).

### Resultados
| Local \ Visitante | QAD | AHL | KHO | ETT | FAT | FAY | HIL | ITT | KHJ | NSR | NEO | SHB | TWN | NAJ | OKH | RIY | HAZ | DAM |
| ----------------- | --- | --- | --- | --- | --- | --- | --- | --- | --- | --- | --- | --- | --- | --- | --- | --- | --- | --- |
| Al-Qadisiyah      |     |     |     |     |     |     |     |     |     |     |     |     |     |     |     |     |     |     |
| Al-Ahli           |     |     |     |     |     |     |     |     |     |     |     |     |     |     |     |     |     |     |
| Al-Kholood        |     |     |     |     |     |     |     |     |     |     |     |     |     |     |     |     |     |     |
| Al-Ettifaq        |     |     |     |     |     |     |     |     |     |     |     |     |     |     |     |     |     |     |
| Al-Fateh          |     |     |     |     |     |     |     |     |     |     |     |     |     |     |     |     |     |     |
| Al-Fayha          |     |     |     |     |     |     |     |     |     |     |     |     |     |     |     |     |     |     |
| Al-Hilal          |     |     |     |     |     |     |     |     |     | a   |     |     |     |     |     |     |     |     |
| Al-Ittihad        |     |     |     |     |     |     |     |     |     |     |     |     |     |     |     |     |     |     |
| Al-Khaleej        |     |     |     |     |     |     |     |     |     |     |     |     |     |     |     |     |     |     |
| Al-Nassr          |     |     |     |     |     |     | a   |     |     |     |     |     |     |     |     |     |     |     |
| Neom              |     |     |     |     |     |     |     |     |     |     |     |     |     |     |     |     |     |     |
| Al-Shabab         |     |     |     |     |     |     |     |     |     |     |     |     |     |     |     |     |     |     |
| Al-Taawoun        |     |     |     |     |     |     |     |     |     |     |     |     |     |     |     |     |     |     |
| Al-Najma          |     |     |     |     |     |     |     |     |     |     |     |     |     |     |     |     |     |     |
| Al-Okhdood        |     |     |     |     |     |     |     |     |     |     |     |     |     |     |     |     |     |     |
| Al-Riyadh         |     |     |     |     |     |     |     |     |     |     |     |     |     |     |     |     |     |     |
| Al-Hazem          |     |     |     |     |     |     |     |     |     |     |     |     |     |     |     |     |     |     |
| Damac             |     |     |     |     |     |     |     |     |     |     |     |     |     |     |     |     |     |     |